# Vuokkijärvi
Le lac Vuokki (finnois : Vuokkijärvi) est un lac à Suomussalmi en Finlande,.

## Présentation
Le lac a une superficie de 51,24 kilomètres carrés et une altitude de 188,9 mètres.